# ریچارد سیگر
ریچارد سیگر (به انگلیسی: Richard Saeger) (زادهٔ ۴ مارس ۱۹۶۴) شناگر اهل ایالات متحده آمریکا است.